# Philip Jeremiah Schuyler
Ne doit pas être confondu avec Philip Schuyler.
Pour les articles homonymes, voir Schuyler.
Philip Jeremiah Schuyler, né le 21 janvier 1768 à Albany et mort le 21 février 1835 à New York, est un homme politique américain. 

## Biographie

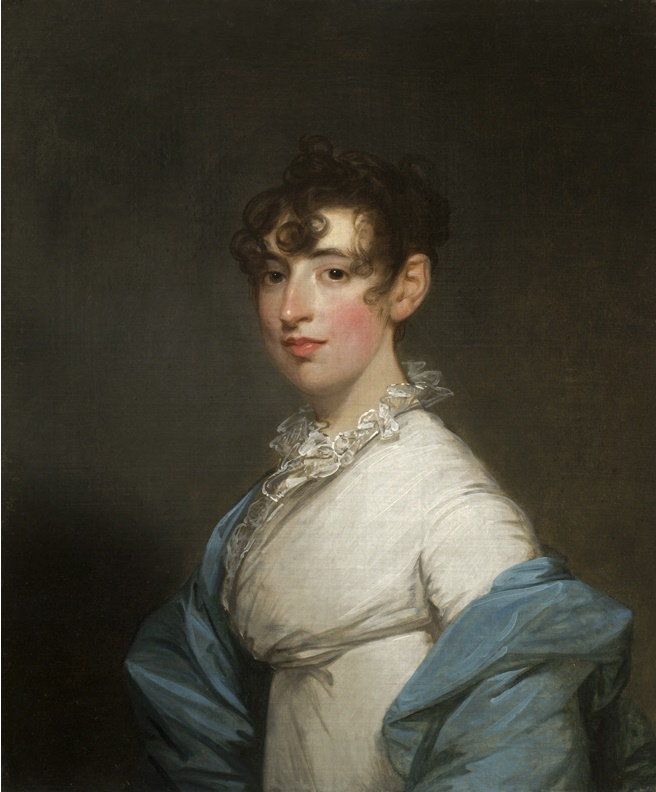
Portrait de sa seconde femme, Mary Anna Sawyer, par Gilbert Stuart, 1807.

Fils du général Philip Schuyler et de Catherine Van Rensselaer, il est éduqué par des tuteurs privés. 
En 1796, il s'installe à Rhinebeck et en 1800, fait construire un manoir qu'il nomme The Grove. De là, il gère des fermes et des domaines dans tout le nord de l'État de New York qui appartenaient à sa famille et à celle de sa femme, Sarah Rutsen, héritière d'une grande partie des territoires de Beekman comme descendante de Wilhelmus Beekman (en). Schuyler sert dans la milice de New York et atteint le grade de major avant de démissionner en 1799. Il retourne au service à la guerre de 1812 au cours de laquelle il occupe le grade de colonel.
Membre de l'Assemblée de l'État de New York, siégeant à la 21e législature, il représente le comté de Dutchess puis, à la 22e législature, celui d'Albany. Il est élu comme fédéraliste au 15e Congrès des États-Unis, exerçant ses fonctions du 4 mars 1817 au 3 mars 1819.
Il meurt de la tuberculose et est inhumé au New York Marble Cemetery (en) puis au Poughkeepsie Rural Cemetery (en). 
Son manoir, The Grove (Rhinebeck, New York) (en) a été ajouté au Registre national des lieux historiques en 1987. 